# 貝雷茲迪夫齊
49°27′21″N 24°8′57″E / 49.45583°N 24.14917°E

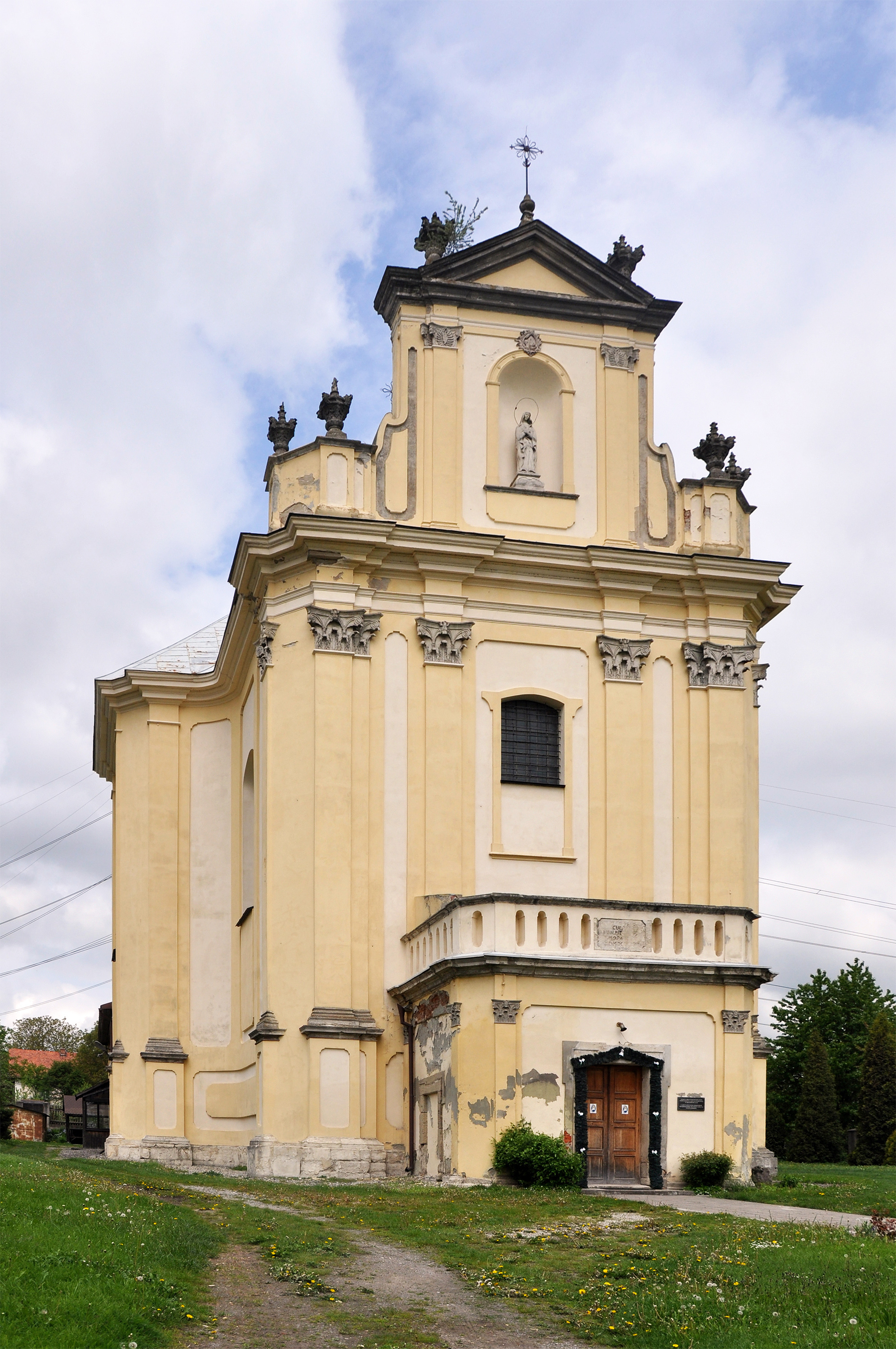
天主教堂

贝雷茲迪夫齊（烏克蘭語：Берездівці），是烏克蘭西部利維夫州斯特雷區新罗兹迪尔市镇的村庄。始建於1410年，面積1.74平方公里，人口1,700，人口密度每平方公里952.88人。